# Ocupación de Esmirna
La ciudad de Esmirna (la actual İzmir) y sus alrededores estuvieron bajo la ocupación militar griega desde el 15 de mayo de 1919 hasta el 9 de septiembre de 1922. Los Potencias Aliadas autorizaron la ocupación y la creación de la Zona de Esmirna (en griego: Ζώνη Σμύρνης, romanizado: Zóni Smýrnis) durante las negociaciones relativas a la partición del Imperio Otomano para proteger a la población étnica griega que vivía en la ciudad y sus alrededores. El Desembarco griego del 15 de mayo de 1919 fue celebrado por la importante población griega local, pero rápidamente dio lugar a la violencia étnica en la zona. Esta violencia disminuyó el apoyo internacional a la ocupación y provocó un aumento del nacionalismo turco. El alto comisario de Esmirna, Aristeidis Stergiadis, se opuso firmemente a la discriminación de la población turca por parte de la administración; sin embargo, las tensiones étnicas y la discriminación se mantuvieron. Stergiadis también comenzó a trabajar en proyectos de reasentamiento de refugiados griegos, en los cimientos de una universidad y en algunos proyectos de salud pública. Esmirna fue una importante base de operaciones para las tropas griegas en Anatolia durante la guerra greco-turca (1919-1922).
La ocupación griega de Esmirna terminó el 9 de septiembre de 1922 con la captura turca de Esmirna por parte de las tropas comandadas por Mustafa Kemal Atatürk. Tras el avance turco sobre Esmirna, una turba asesinó al obispo ortodoxo Crisóstomo y pocos días después el Gran Incendio de Esmirna quemó gran parte de la ciudad (incluyendo la mayor parte de las zonas griega y armenia). Las estimaciones de muertes de griegos y armenios oscilan entre 10.000 y 100.000. Con el fin de la ocupación de Esmirna, los principales combates en Anatolia entre las fuerzas griegas y turcas terminaron en gran medida, y el 24 de julio de 1923, las partes firmaron el Tratado de Lausana que ponía fin a la guerra.

## Antecedentes

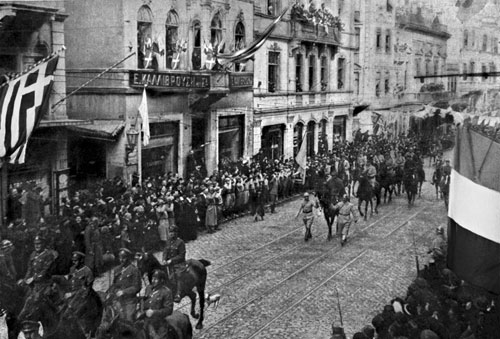
Tropas aliadas marchando durante la Ocupación de Constantinopla

Reparto del Imperio Otomano según el Tratado de Sèvres

Al final de la Primera Guerra Mundial (1914-1918), la atención de los Potencias Aliadas (Potencias de la Entente) se centró en el reparto del territorio del Imperio Otomano. Como parte del Tratado de Londres (1915), por el que Italia abandonó la Triple Alianza (con Alemania y Austria-Hungría) y se unió a Francia, Gran Bretaña y Rusia en la Triple Entente, se prometió a Italia el Dodecaneso y, si se producía la partición del Imperio Otomano, tierras en Anatolia, incluyendo Antalya y las provincias circundantes, presumiblemente incluyendo Esmirna. Pero a finales de 1915, como incentivo para entrar en la guerra, el Secretario de Asuntos Exteriores británico Edward Grey en una discusión privada con Eleftherios Venizelos, el primer ministro griego de la época, prometió grandes partes de la costa de Anatolia a Grecia, incluyendo Esmirna. Venizelos dimitió de su cargo poco después de esta comunicación, pero cuando volvió al poder formalmente en junio de 1917, Grecia entró en la guerra del lado de la Entente.
El 30 de octubre de 1918, se firmó el Armisticio de Mudros entre las potencias de la Entente y el Imperio Otomano, poniendo fin al Frente otomano de la Primera Guerra Mundial. Gran Bretaña, Grecia, Italia, Francia y Estados Unidos empezaron a discutir cuáles serían las disposiciones del tratado relativas a la partición del territorio otomano, negociaciones que dieron lugar al Tratado de Sèvres. Estas negociaciones comenzaron en febrero de 1919 y cada país tenía distintas preferencias de negociación sobre Esmirna. Los franceses, que tenían grandes inversiones en la región, se posicionaron a favor de la integridad territorial de un Estado turco que incluyera la zona de Esmirna. Los británicos estaban en desacuerdo con la idea de la integridad territorial, promovida por la Oficina de Guerra y la Oficina de la India, mientras que el primer ministro David Lloyd George y la Oficina de Asuntos Exteriores, encabezada por lord Curzon, se oponían a esta sugerencia y querían que Esmirna estuviera bajo una administración separada.. La posición italiana era que Esmirna era legítimamente su posesión y por eso los diplomáticos se negaban a hacer cualquier comentario cuando se discutía el control griego sobre la zona. El gobierno griego, persiguiendo el apoyo de Venizelos a la Gran Idea' (poner bajo el control del Estado griego las zonas con mayoría de población griega o con vínculos históricos o religiosos con Grecia) y con el apoyo de Lloyd George, inició un gran esfuerzo propagandístico para promover su reclamación de Esmirna, incluyendo el establecimiento de una misión bajo el ministro de Asuntos Exteriores en la ciudad. Además, la reivindicación griega sobre la zona de Esmirna (que parecía tener una clara mayoría griega, aunque los porcentajes exactos variaban según la fuente) estaba respaldada por los Catorce Puntos de Woodrow Wilson que enfatizaban el derecho al desarrollo autónomo de las minorías en Anatolia. En las negociaciones, a pesar de las objeciones francesas e italianas, a mediados de febrero de 1919 Lloyd George cambió la discusión a cómo funcionaría la administración griega y no a si la administración griega ocurriría. Para ello, reunió a un conjunto de expertos, entre los que se encontraba Arnold J. Toynbee, para debatir cómo funcionaría la zona de Esmirna y cuáles serían sus repercusiones en la población. Tras esta discusión, a finales de febrero de 1919, Venezilos nombró a Aristeidis Stergiadis, un estrecho aliado político, Alto Comisario de Esmirna (nombrado por encima del resurgido político Themistoklis Sofoulis)
En abril de 1919, los italianos desembarcaron y se apoderaron de Antalya y empezaron a dar señales de mover tropas hacia Esmirna. Durante las negociaciones, más o menos al mismo tiempo, la delegación italiana se retiró cuando quedó claro que Fiume (Rijeka) no les sería entregada en el resultado de la paz. Lloyd George vio la oportunidad de romper el impasse sobre Esmirna con la ausencia de la delegación italiana y, según Jensen, "inventó un informe según el cual un levantamiento armado de guerrilleros turcos en la zona de Esmirna ponía en grave peligro a las minorías griegas y otras minorías cristianas". Tanto para proteger a los cristianos locales como para limitar la creciente acción italiana en Anatolia, el primer ministro francés Georges Clemenceau y el presidente estadounidense Woodrow Wilson apoyaron una ocupación militar griega de Esmirna. Aunque Esmirna sería ocupada por tropas griegas, autorizadas por los aliados, éstos no aceptaron que Grecia asumiera la soberanía sobre el territorio hasta que las negociaciones posteriores resolvieran esta cuestión. La delegación italiana aceptó este resultado y se autorizó la ocupación griega.

## Desembarco griego en Esmirna

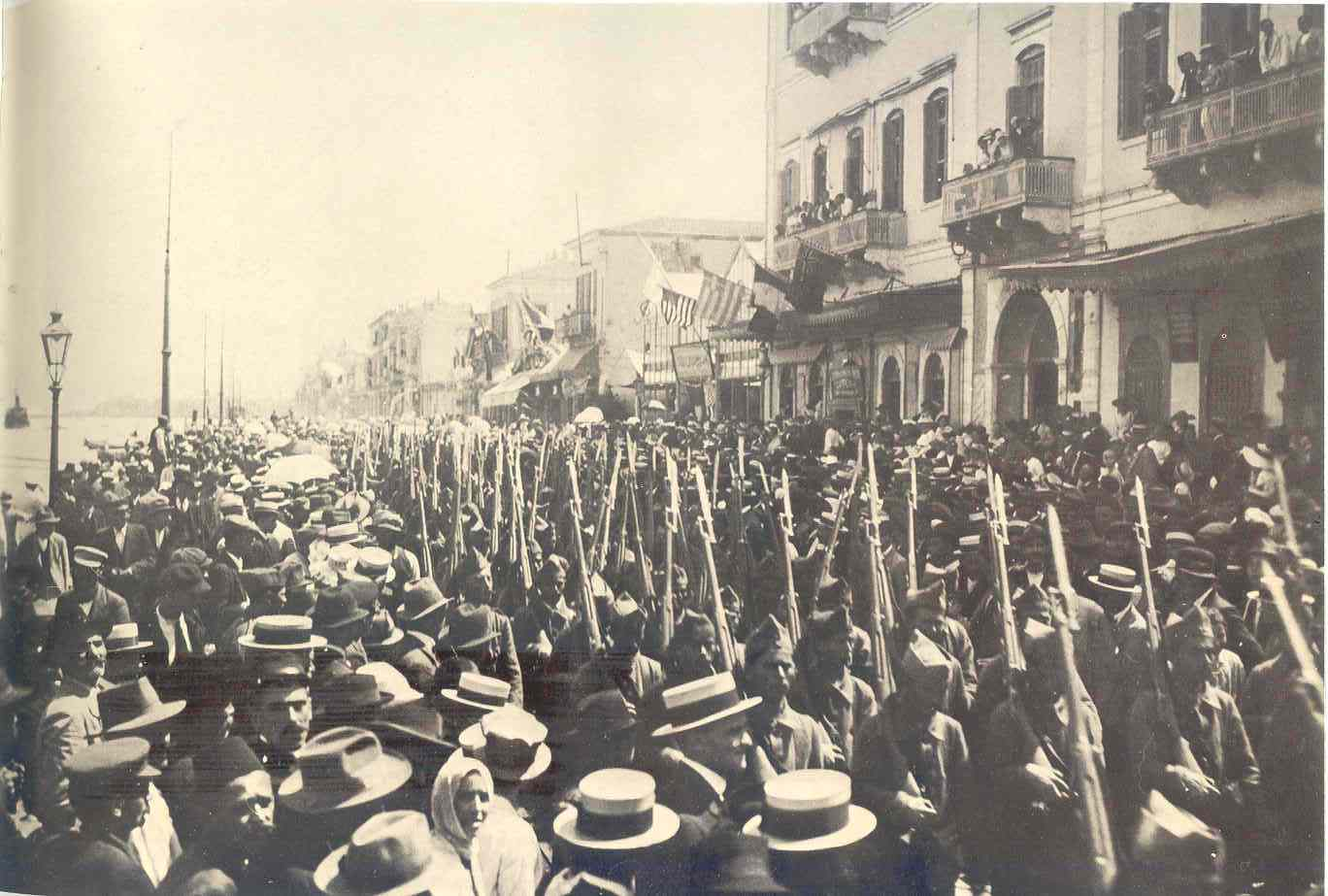
Tropas griegas marchando en la calle costera de İzmir, mayo de 1919.

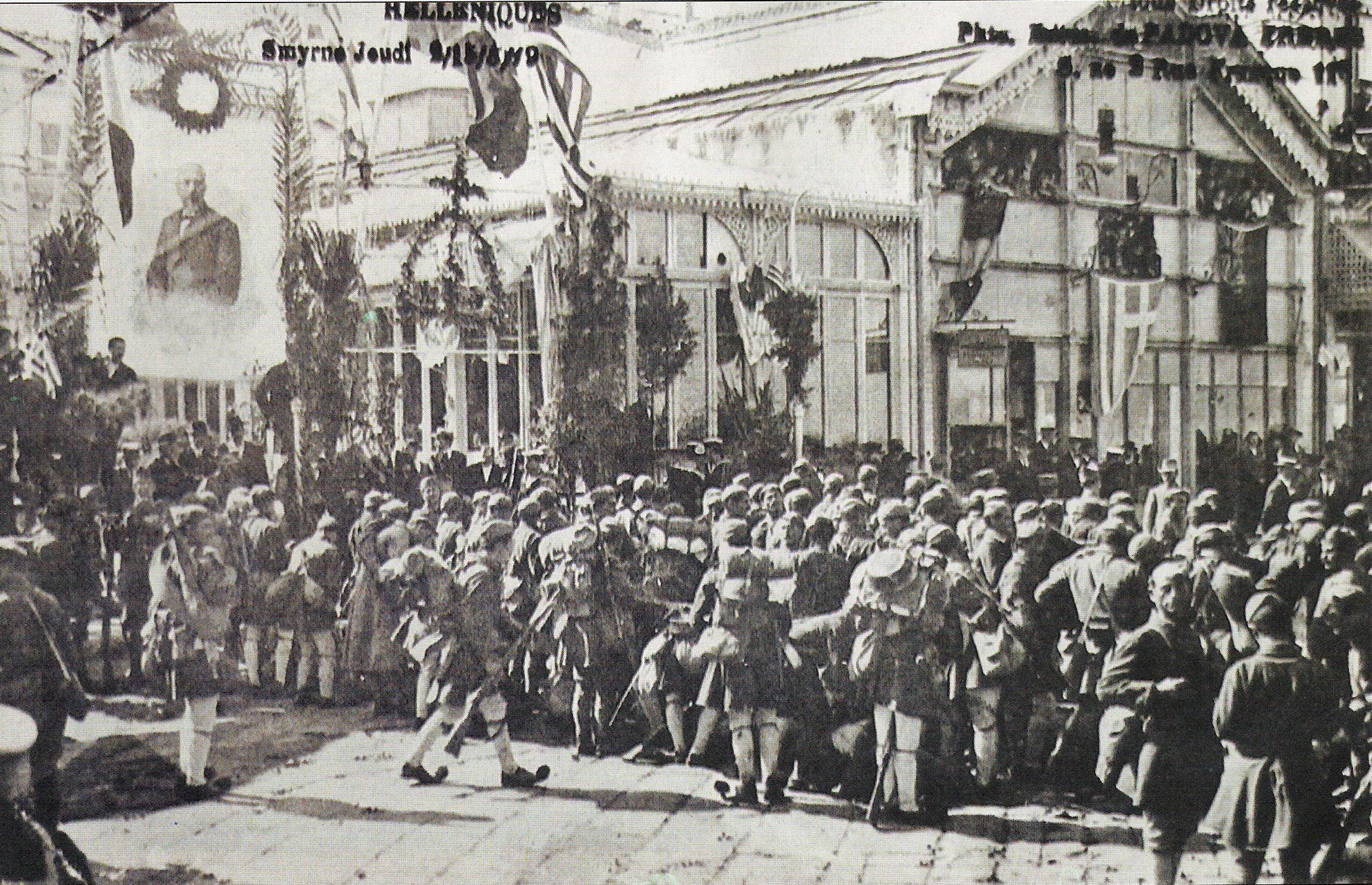
Soldados griegos tomando sus puestos, mayo de 1919.

El 14 de mayo de 1919, la misión griega en Esmirna leyó un comunicado en el que se anunciaba que las tropas griegas llegarían al día siguiente a la ciudad. Smith informa de que esta noticia fue "recibida con gran emoción" por la población griega de la ciudad, mientras que miles de residentes turcos se reunieron en la colina esa noche encendiendo fuegos y tocando tambores en señal de protesta. Esa misma noche, miles de prisioneros turcos fueron liberados de una cárcel con la complicidad de los comandantes otomanos e italianos a cargo de la prisión.
La ocupación griega de Esmirna comenzó el 15 de mayo de 1919, donde una gran multitud se reunió agitando las banderas del reino griego en los muelles donde se esperaba la llegada de las tropas griegas. El metropolitano de Esmirna, Crisóstomo, bendijo a las primeras tropas a su llegada. Un coronel inexperto estaba a cargo de la operación y ni el alto comisionado designado ni los militares de alto rango estaban allí para el desembarco, lo que dio lugar a la falta de comunicación y la ruptura de la disciplina. Lo más significativo es que esto provocó que el Regimiento de Evzone 1/38 desembarcara al norte de donde debía tomar su puesto. Tuvieron que marchar hacia el sur, pasando gran parte de las multitudes griegas de celebración, la konak del gobernador otomano y los cuarteles de las tropas otomanas. Alguien disparó un tiro (Smith indica que no se sabe quién) y se produjo el caos, con las tropas griegas disparando múltiples veces contra el konak y el cuartel. Las tropas otomanas se rindieron y el regimiento griego comenzó a hacerlas marchar por la costa hasta un barco que les serviría de prisión temporal. Un súbdito británico que se encontraba en el lugar de los hechos afirmó haber sido testigo de la muerte a tiros de treinta prisioneros desarmados durante esta marcha, tanto por parte de los griegos de la multitud como de las tropas griegas. Los oficiales británicos que se encontraban en el puerto informaron de que habían visto a las tropas griegas disparar a bayonetazos a varios prisioneros turcos durante la marcha y que luego los habían arrojado al mar. En el caos, se iniciaron los saqueos de las casas turcas, y al final del día entre trescientos y cuatrocientos turcos habían sido asesinados. También murieron cien griegos, entre ellos dos soldados. La violencia continuó al día siguiente y durante los meses siguientes, ya que las tropas griegas tomaron ciudades y pueblos de la región y ambos grupos étnicos cometieron atrocidades, en particular la Batalla de Aydın del 27 de junio de 1919.

### Reacciones al desembarco
.

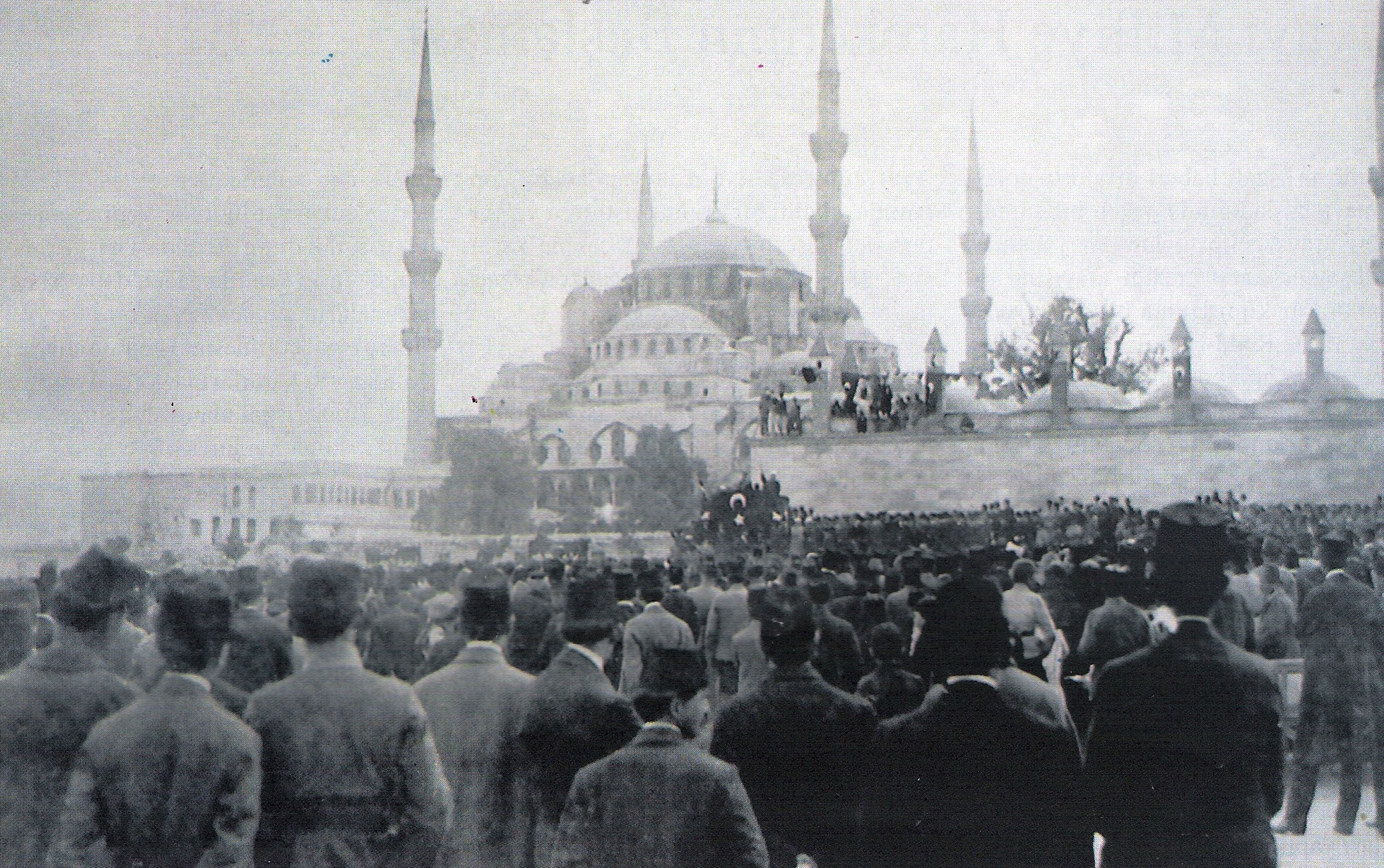
Los turcos se manifiestan en Estambul por la unidad nacional

El desembarco y los informes sobre la violencia tuvieron un gran impacto en muchas partes. El desembarco ayudó a reunir a los diversos grupos de la resistencia turca en un movimiento organizado (al que contribuyó también el desembarco de Mustafa Kemal en Samsun el 19 de mayo de 1919). El pueblo turco celebró varias manifestaciones en Constantinopla condenando la ocupación de Esmirna. Entre 100.000 y 150.000 personas se reunieron en un mitin en la plaza Sultanahmet organizado por la sociedad Karakol y Türk Ocağı. En Gran Bretaña y Francia, los informes sobre la violencia aumentaron la oposición de los gobiernos a un control griego permanente sobre la zona.
Como respuesta a las denuncias de violencia, el primer ministro francés Clemenceau sugirió la creación de una Comisión Interaliada de Investigación en Esmirna: la comisión estaba formada por el almirante Mark Lambert Bristol por los Estados Unidos, el general Bunoust por Francia, el general Hare por Inglaterra, el general Dall'olio por Italia y, como observador sin voto, el coronel Mazarakis por Grecia. Comenzó a trabajar en agosto de 1919 y entrevistó a 175 testigos y visitó múltiples lugares de supuestas atrocidades. La decisión a la que se llegó fue que cuando un testigo griego y un testigo turco estuvieran en desacuerdo, se recurriría a un testigo europeo para que aportara las conclusiones del informe. Este sistema fue desestimado por Venizelos porque afirmaba que los europeos que vivían en Esmirna se beneficiaban de los privilegios que les otorgaba el régimen otomano y, por tanto, se oponían al régimen griego. El informe se dio a conocer a los negociadores en octubre y, en general, consideraba a los griegos responsables del derramamiento de sangre relacionado con el desembarco y de la violencia en toda la zona de Esmirna después del desembarco. Además, las conclusiones cuestionaban la justificación fundamental de la ocupación griega y sugerían la sustitución de las tropas griegas por una fuerza aliada. Eyre Crowe, uno de los principales diplomáticos británicos, desestimó la conclusión más amplia diciendo que la comisión se había extralimitado en su mandato. En las negociaciones posteriores al informe, Clemenceau recordó a Venizelos que la ocupación de Esmirna no era permanente y que se trataba de una mera solución política. Venizelos respondió airadamente y los negociadores siguieron adelante.
Casi al mismo tiempo, los aliados encargaron al mariscal de campo británico George Milne que ideara una solución a la tensión entre Italia y Grecia en el Valle del río Menderes. Milne advirtió en su informe que la acción guerrillera turca continuaría mientras los griegos siguieran ocupando Esmirna y cuestionó la justificación de la ocupación griega. Lo más importante es que su informe desarrollaba una frontera que separaría la zona de Esmirna del resto de Anatolia. El consejo de Gran Bretaña, Francia, Estados Unidos e Italia aprobó la línea Milne, más allá de la cual las tropas griegas no debían cruzar, excepto para perseguir a los atacantes, pero no más de 3 km más allá de la línea.

## Administración de la zona de Esmirna (1919-1922)

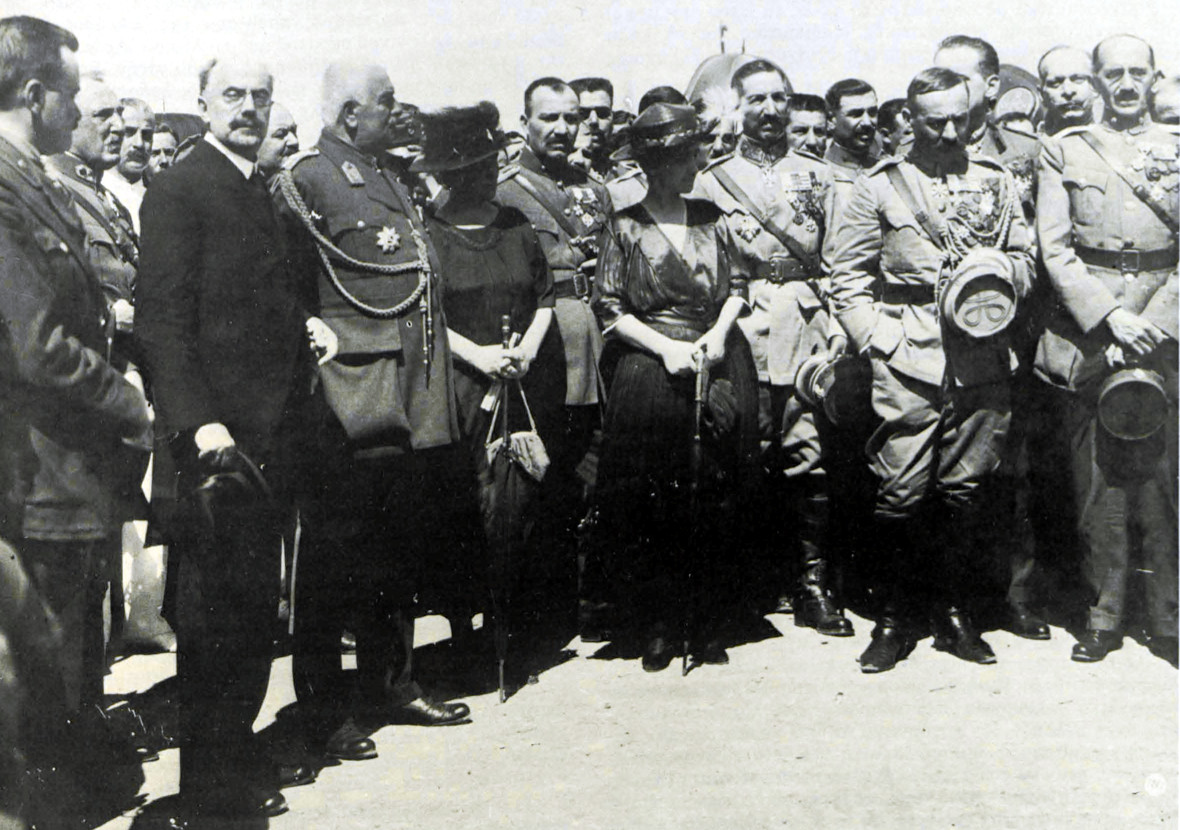
Los dirigentes griegos en octubre de 1920: El Alto Comisionado Aristeidis Stergiadis, el Teniente General Leonidas Paraskevopoulos y su jefe de estado mayor, el General de División Theodoros Pangalos

### Alto comisario
Aristeidis Stergiadis fue nombrado alto comisario de Esmirna en febrero y llegó a la ciudad cuatro días después del desembarco del 15 de mayo. Stergiadis se puso inmediatamente a trabajar en la creación de una administración, en la disminución de la violencia étnica y en la preparación de la anexión permanente de Esmirna. Stergiadis castigó inmediatamente a los soldados griegos responsables de la violencia del 15-16 de mayo con un consejo de guerra y creó una comisión para decidir el pago a las víctimas (formada por representantes de Gran Bretaña, Francia, Italia y otros aliados). Stergiadis adoptó una postura estricta contra la discriminación de la población turca y se opuso a los líderes eclesiásticos y a la población griega local en varias ocasiones. Los historiadores no se ponen de acuerdo sobre si se trataba de una auténtica postura contra la discriminación o si fue un intento de presentar una visión positiva de la ocupación a los aliados.
Esta postura contra la discriminación de la población turca enfrentó a menudo a Stergiadis con la población griega local, la iglesia y el ejército. Al parecer, llevaba un palo por la ciudad con el que golpeaba a los griegos que abusaban de los ciudadanos turcos. En un momento dado, Stergiadis interrumpió y puso fin a un sermón del obispo Chrysostomos que consideraba incendiario. Las tropas desobedecían sus órdenes de no abusar de la población turca, lo que a menudo le ponía en conflicto con los militares. El 14 de julio de 1919, el secretario de Asuntos Exteriores en funciones envió un largo telegrama crítico a Venizelos sugiriendo que Stergiadis fuera destituido y escribiendo que "Su neuroticismo enfermizo ha llegado a un punto álgido". Venizelos siguió apoyando a Stergiadis a pesar de esta oposición, mientras éste supervisaba una serie de proyectos que planeaban una administración griega permanente de Esmirna.

### Estructura de la administración
El edificio del consulado griego se convirtió en el centro del gobierno. Dado que la soberanía otomana no fue sustituida con la ocupación, su estructura administrativa siguió existiendo, pero Stergiadis se limitó a sustituir los altos cargos por griegos (excepto el puesto de Asuntos Musulmanes), mientras que los funcionarios turcos permanecieron en puestos bajos. Se requerían medidas urgentes para la organización de una administración local tan pronto como el ejército griego se aseguró el control de la región. Un obstáculo importante durante el primer periodo de la administración griega fue la ausencia de una definición clara del mandato griego. En este contexto, la coexistencia de autoridades intermedias cuyas funciones a menudo se solapaban con las de las autoridades griegas dio lugar a una serie de malentendidos y fricciones entre ambas partes. Esta situación se produjo tras la decisión del Consejo Supremo Aliado de que todos los movimientos del ejército griego debían ser aprobados por el mariscal de campo George Milne.
La administración de la zona de Esmirna se organizó en unidades basadas en gran medida en el antiguo sistema otomano. Aparte de la kaza de Esmirna y la zona adyacente de Ayasoluk, que estaban bajo el control directo de la Alta Comisión de Esmirna, el resto de la zona se dividía en una provincia (en griego: Νομαρχία Nomarchia): la de Manisa, así como los siguientes condados (en griego: Υποδιοικήσεις Ypodioikiseis): Ödemiş, Tire (Thira), Bayındır (Vaindirion), Nympheon, Krini, Karaburna, Sivrihisar, Vryula, Palea Phocaea, Menemen, Kasaba, Bergama y Ayvali.

### Repatriación de refugiados
La repatriación de los griegos de Asia Menor que se habían refugiado en el Reino de Grecia como consecuencia del deportaciones y persecuciones por parte de las autoridades otomanas, asumió la máxima prioridad, ya desde mayo de 1919. Las autoridades griegas querían evitar una situación en la que los refugiados regresaran sin la necesaria supervisión y planificación. Para ello, se creó un departamento especial dentro del Alto Comisariado.
Un estudio realizado por el departamento de refugiados indicó que más de 150 ciudades y pueblos a lo largo de la zona costera (desde Edremit hasta Söke) habían sido destruidos durante la Primera Guerra Mundial. Especialmente de los 45.000 hogares pertenecientes a griegos locales, 18.000 sufrieron daños parciales, mientras que 23.000 quedaron completamente destruidos.
En general, el período de la administración griega experimentó un continuo movimiento de poblaciones de refugiados ayudados por instituciones benéficas como la Cruz Roja y la "Institución Patriótica" griega (en griego: Πατριωτικό Ίδρυμα). En total, 100.000 griegos que habían perdido sus tierras durante la Primera Guerra Mundial, muchos de ellos como consecuencia de la discriminación otomana, fueron reasentados bajo el mandato de Stergiadis, y se les concedieron generosos créditos y acceso a herramientas agrícolas.

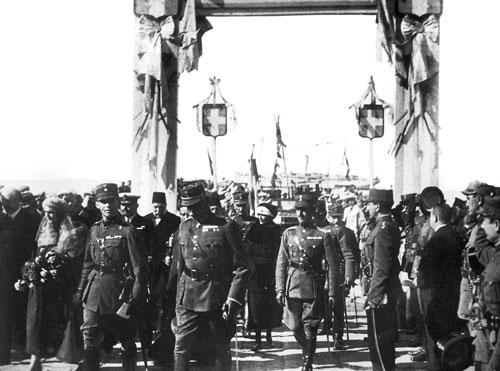
Arrival of Crown Prince George, 1921

### Asuntos musulmanes
Tras el Tratado de Sèvres, todas las secciones de la administración otomana que se ocupaban de los asuntos relacionados con la religión, la educación y los asuntos familiares de los musulmanes fueron organizadas por el Alto Comisariado. En este contexto, se estableció una escuela politécnica especial en Esmirna que pronto funcionó con 210 estudiantes musulmanes y con los costes cubiertos por la administración griega.
Sin embargo, los sentimientos nacionalistas y el recelo siguieron limitando los impactos de la administración de Stergiadis. El reasentamiento de los griegos y el duro trato por parte del ejército y la población griega local hizo que muchos residentes turcos se marcharan, lo que creó un problema de refugiados. La discriminación por parte de los administradores y militares griegos de menor rango contribuyó aún más a la hostilidad turca en la zona de Esmirna.

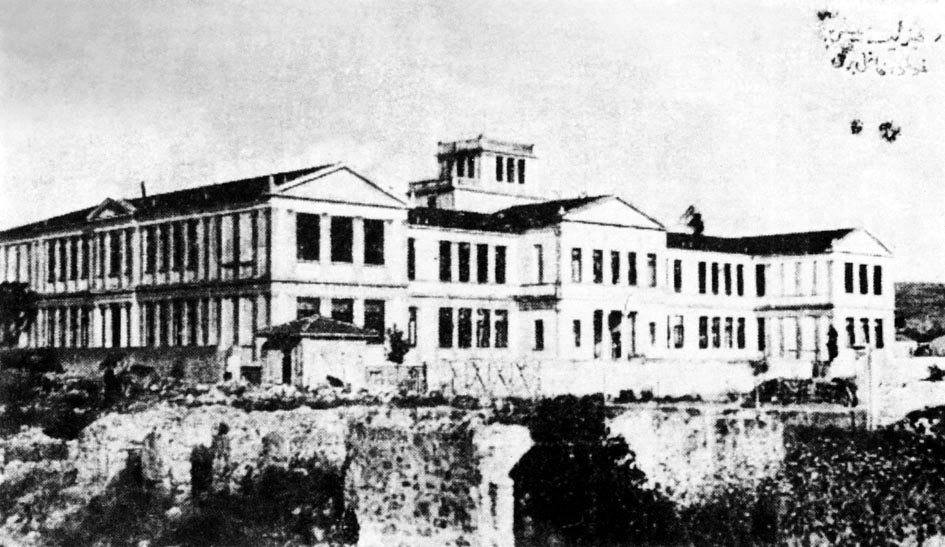
The Ionian University of Smyrna, was established in December 1920 and organized by Constantin Carathéodory

### Excavaciones arqueológicas
Las misiones arqueológicas en Asia Menor fueron de gran importancia para el Alto Comisariado. Las excavaciones se centraron en los asentamientos de la griega antigua de la zona, encontrados principalmente en los alrededores de las áreas urbanas, así como a lo largo de la zona costera. Las excavaciones más importantes se realizaron durante 1921-1922, donde se desenterraron importantes hallazgos en los yacimientos de Jonia, Éfeso y Nysa. Además de antigüedades griegas antiguas, también se desenterraron monumentos del Bizantino, como la Basílica de San Juan el Teólogo del siglo VI en Éfeso. En general, las excavaciones llevadas a cabo por la administración griega proporcionaron material interesante sobre la historia del arte griego antiguo y bizantino.

### Universidad
Otro importante proyecto emprendido durante la administración griega fue la institución y organización de la Universidad Jónica de Esmirna. Originalmente fue concebida por el primer ministro griego Eleftherios Venizelos y encomendada al profesor matemático germano-griego Constantin Carathéodory de la Universidad de Gotinga, como director de la nueva universidad. En el verano de 1922, se completaron sus instalaciones con un coste de 110.000 liras turcas. Estas incluían 70 aulas, un gran anfiteatro, varios laboratorios y estructuras menores separadas para el personal de la universidad. Sus diversas escuelas y departamentos de la universidad debían comenzar a funcionar gradualmente. Además, un laboratorio de microbiología, el instituto local Pasteur y el departamento de salud se convirtieron en los primeros campos de enseñanza de la nueva universidad.

## Evolución de la guerra greco-turca

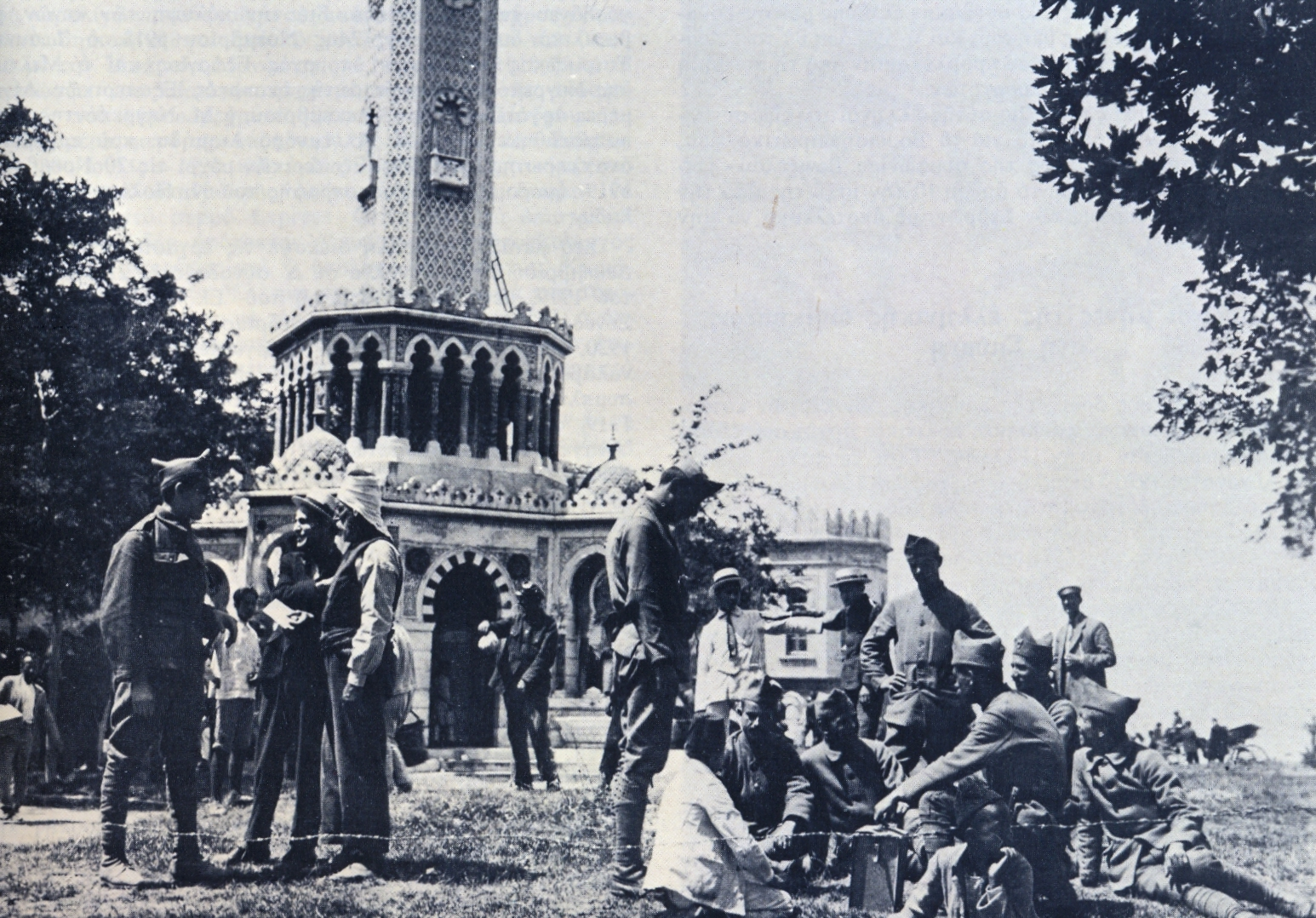
Soldados y civiles griegos en la Torre del reloj de Esmirna, verano de 1920.

En 1920, la zona de Esmirna se convirtió en una base clave para la ofensiva griega de verano en la guerra greco-turca. A principios de julio de 1920, los aliados aprobaron las operaciones de los griegos para apoderarse de Tracia Oriental y del territorio alrededor de Esmirna como parte de las hostilidades en curso con el movimiento nacionalista turco. El 22 de julio de 1920, las divisiones militares griegas cruzaron la línea Milne alrededor de la zona de Esmirna e iniciaron operaciones militares en el resto de Anatolia.

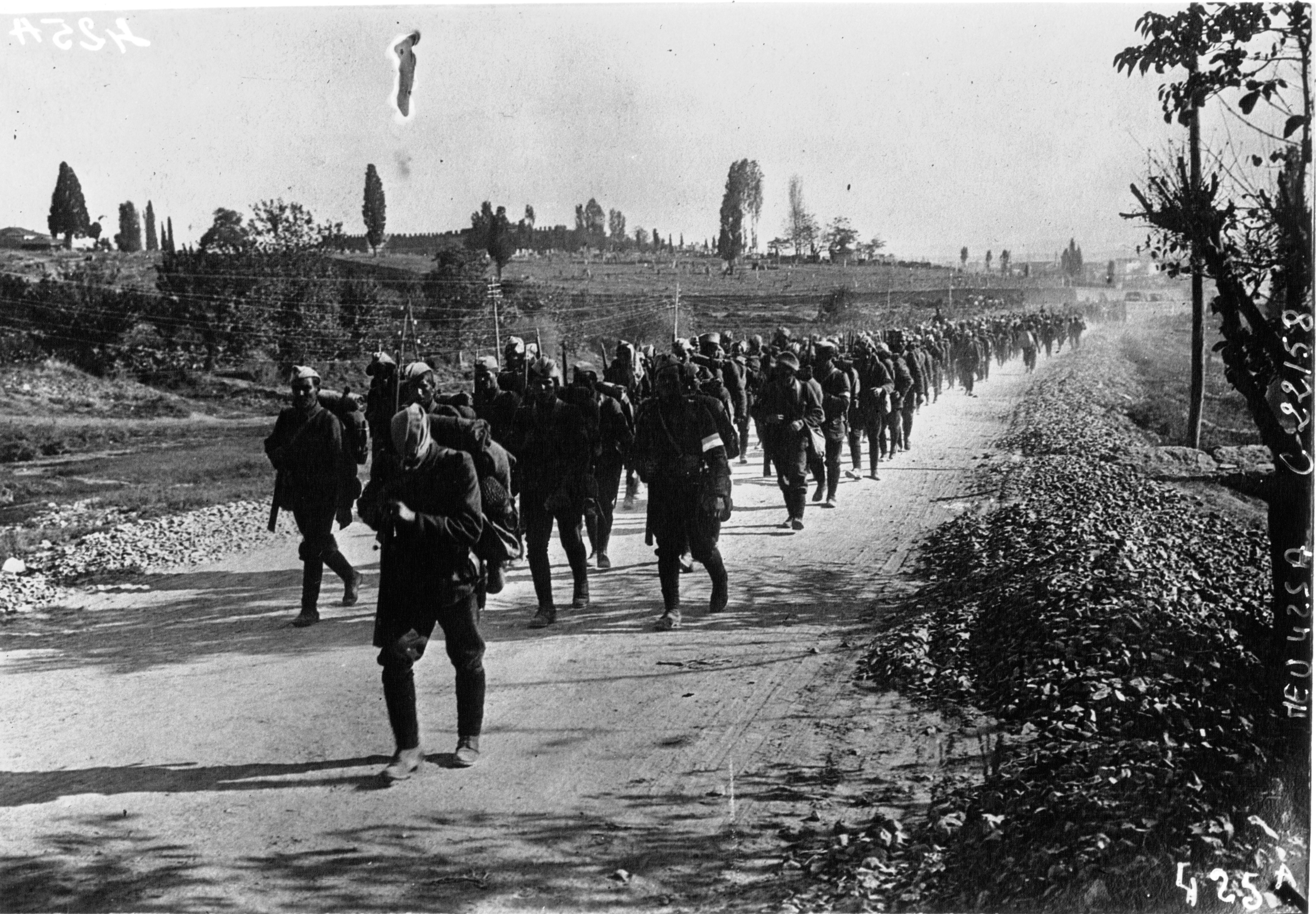
Greek soldiers retreating, 1922

Las negociaciones internacionales entre los aliados y la administración otomana ignoraron en gran medida el creciente conflicto. A principios de 1920, Lloyd George logró convencer al nuevo primer ministro francés, Alexandre Millerand de que aceptara el control griego de Esmirna, pero bajo la suzerainty turca. Las negociaciones se afinaron aún más en abril de 1920 en una reunión de las partes en Sanremo que estaba destinada a discutir sobre todo cuestiones de Alemania, pero debido al creciente poder de las fuerzas nacionalistas bajo el mando de Kemal, la discusión pasó a centrarse en Esmirna. La presión francesa y las divisiones en el seno del gobierno británico hicieron que Lloyd George aceptara un plazo de 5 años para el control griego sobre Esmirna y que la cuestión fuera decidida por la Sociedad de Naciones en ese momento. Estas decisiones, es decir, sobre una administración griega pero con una soberanía turca limitada y un límite de 5 años, se incluyeron en el texto del Tratado de Sèvres acordado el 10 de agosto de 1920. Debido a que el tratado ignoró en gran medida el ascenso de las fuerzas nacionalistas y la tensión étnica en la zona de Esmirna, Montgomery ha descrito el Tratado de Sèvres como "nacido muerto". Sin embargo, con la firma del Tratado de Sèvres, el Vali otomano Izzet Bey entregó la autoridad sobre Esmirna a Stergiadis.
En octubre de 1920, Venizelos perdió su puesto como primer ministro de Grecia. Los franceses y los italianos aprovecharon esta oportunidad para retirar su apoyo y sus obligaciones financieras a la ocupación de Esmirna y esto dejó a los británicos como la única fuerza que apoyaba la ocupación griega. Esmirna siguió siendo una base de operaciones clave para la guerra en curso durante el resto de 1920 y 1921, especialmente bajo el mando del general Georgios Hatzianestis.
Una importante pérdida en la Batalla de Sakarya en septiembre de 1921 dio lugar a una retirada de las fuerzas griegas a las líneas de 1920. La subsiguiente retirada provocó enormes bajas civiles y atrocidades cometidas por las tropas griegas y turcas. Jensen resume la violencia escribiendo que "La población turca fue objeto de horribles atrocidades por parte de las tropas en retirada y de las turbas civiles cristianas que las acompañaban. La caballería turca que los perseguía no dudó en ensañarse con la población cristiana; el camino de Uşak a Esmirna estaba plagado de cadáveres".

## Consecuencias

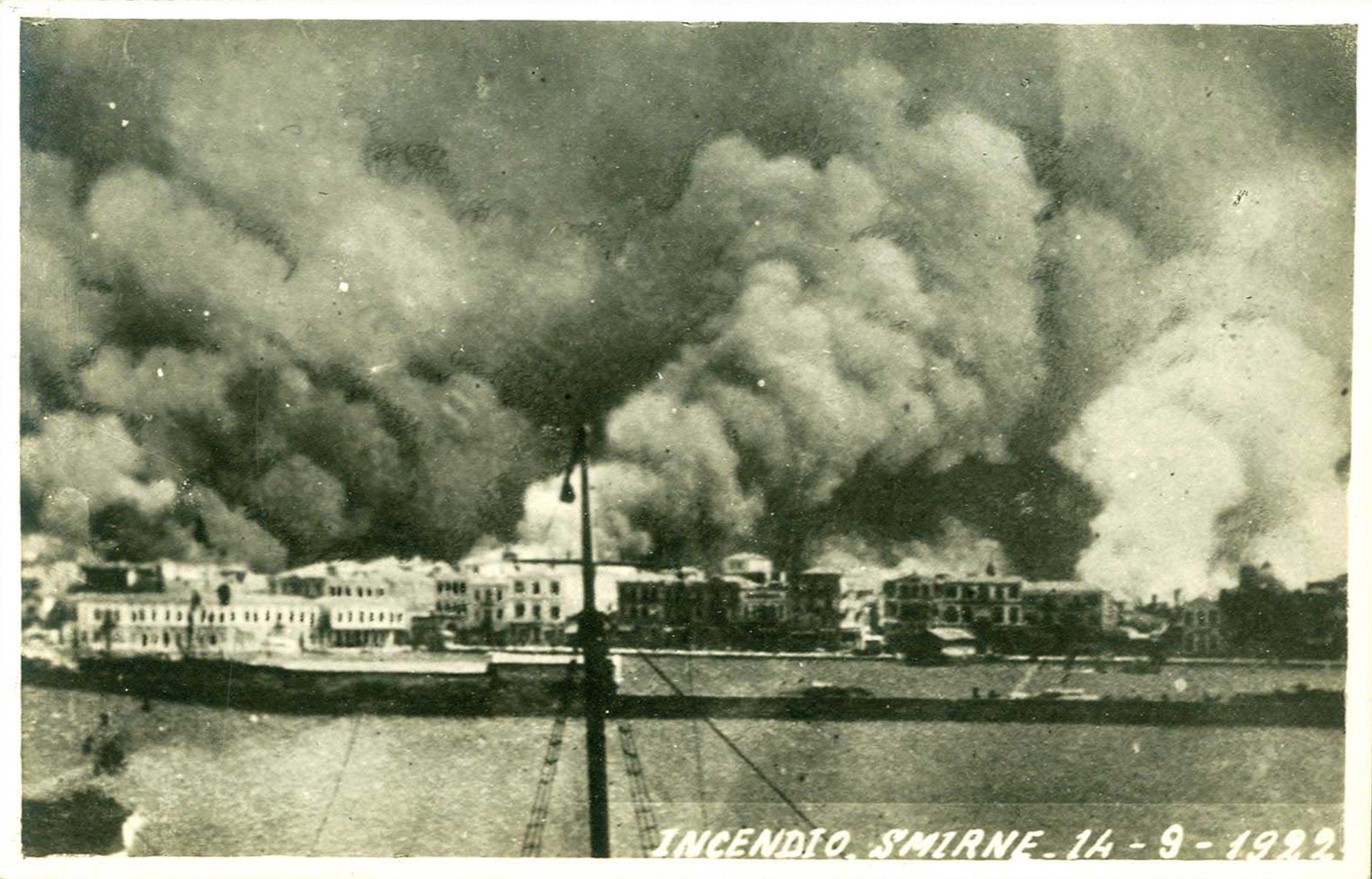
Foto del Gran incendio de Esmirna (1922)

Las tropas griegas evacuaron Esmirna el 9 de septiembre de 1922 y una pequeña fuerza aliada de británicos entró en la ciudad para evitar los saqueos y la violencia. Al día siguiente, Mustafá Kemal, al frente de varias tropas, entró en la ciudad y fue recibido por entusiastas multitudes turcas. Inmediatamente después de la toma del poder, las tropas turcas y los irregulares cometieron atrocidades contra la población griega y armenia.. En particular, Chrysostomos, el obispo ortodoxo, fue linchado por una turba de ciudadanos turcos. Pocos días después, un incendio destruyó los barrios griego y armenio de la ciudad, mientras que los barrios turco y judío no sufrieron daños. La culpabilidad del incendio se atribuye a todos los grupos étnicos y sigue siendo difícil encontrar un culpable claro. En el lado turco -pero no entre los griegos- los acontecimientos se conocen como la Liberación de Izmir.
La evacuación de Esmirna por parte de las tropas griegas puso fin a la mayor parte de los combates a gran escala de la guerra greco-turca, que terminó formalmente con un armisticio y un tratado final el 24 de julio de 1923 con el Tratado de Lausana. Gran parte de la población griega fue incluida en el intercambio de población entre Grecia y Turquía de 1923, lo que provocó la emigración a Grecia y otros lugares.